# Dhondtiscidae
Dhondtiscidae zijn een familie van mosdiertjes uit de orde Cheilostomatida en de klasse van de Gymnolaemata.

## Geslacht
- Dhondtiscus Gordon, 1989